# Slot Georgenburg

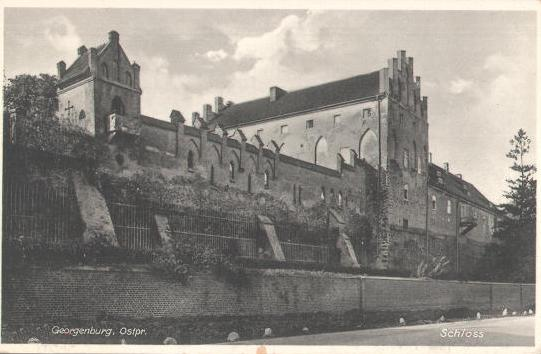
Het kasteel op een ansichtkaart uit 1907.

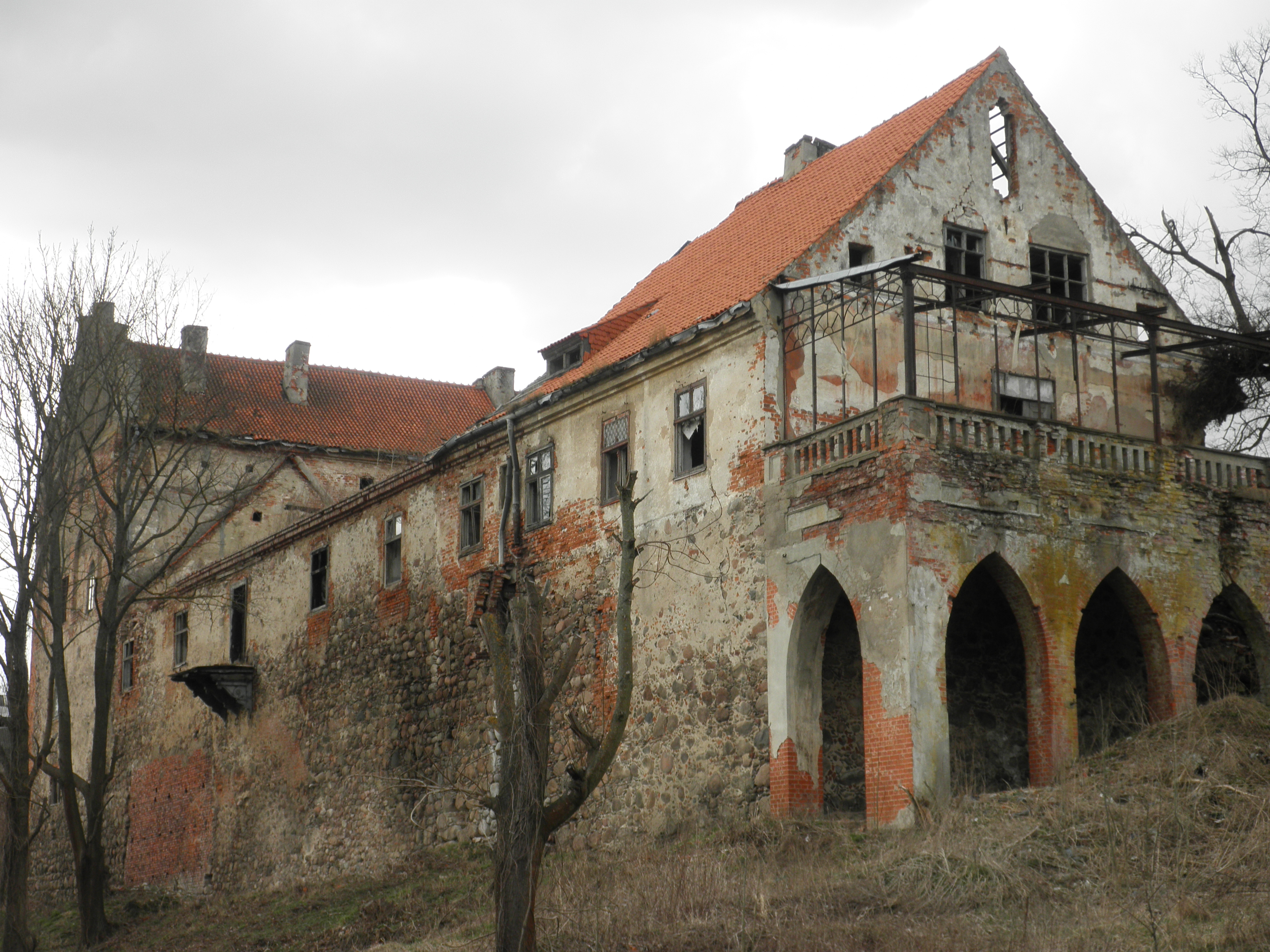
De ruïne in 2013.

Slot Georgenburg is een voormalig kasteel bij het Russische dorp Majovka (voor 1945: Georgenburg) even ten noorden van de stad Tsjernjachovsk (in het oblast Kaliningrad. Het kasteel stond in de nabijheid van Slot Insterburg, enkele kilometers zuidelijker. Tegenwoordig is het een ruïne.
Het kasteel is in 1345 gebouwd door de Duitse Orde, maar werd echter in 1364 en 1376 vernietigd door Litouwse troepen. Het gebouw werd opgebouwd tussen 1385 en 1390. Later werd het kasteel ook nog door Russische en Zweedse troepen veroverd. In de 18e eeuw werd het kasteel een landhuis, waar een bekende paardenfokkerij werd gevestigd. Na de verovering op Duitsland in 1945 werd het gebouw onderdeel van een krijgsgevangenkamp. Van de 250.000 gevangen in het kamp kwamen er circa 16.000 om het leven. In 1949 werd het kamp opgeheven. Thans is het kasteel verworden tot een ruïne. Er zijn plannen tot wederopbouw.